# Elvira García Campos
Elvira García Campos (Alacuás, Valencia, 29 de mayo de 1953) es una política española.
Tomó posesión del cargo de alcaldesa de Alacuás por el PSPV-PSOE el 11 de julio de 2009, sustituyendo a Jorge Alarte, hasta el 15 de junio de 2019 en el que su sucesor Toni Saura Martín, del mismo partido político, tomó posesión de la Alcaldía de Alacuás.
Desde 1995 ha sido concejal de Cultura y Educación del ayuntamiento de Alacuás y desde 2007 es también la concejal delegada de Bienestar Social y Atención Ciudadana. Ha sido Primera Teniente de Alcalde durante tres legislaturas consecutivas, así como Vicepresidenta del Museu Comarcal de l'Horta Sud durante el período 2002-2005 y Secretaria de la Fundació per al Desenvolupament de l'Horta Sud.